# Paul Verlaine
Paul Marie Verlaine [Pol Mari Verlén] (30. března 1844 Mety – 8. ledna 1896 Paříž) byl francouzský básník, představitel prokletých básníků, symbolismu a dekadence. V mezinárodní i francouzské poezii je považován za jednoho z největších představitelů fin de siècle.

## Život

### Mládí a literární začátky (1844–1871)
Paul Verlaine se narodil 30. března 1844 v Metách. Byl jediným synem ženijního důstojníka Nicolase Verlaina a jeho manželky Élisy. V domácnosti s nimi žila ještě Paulova o osm let starší sestřenice z matčiny strany, Paul ji měl velmi rád. V roce 1851 otec odešel z armády a rodina se přestěhovala do pařížské čtvrti Batignolles. Studentská léta strávil na internátní škole v Bonapartově lyceu. Paul byl průměrný žák, rád četl básně i prózu, obdivoval Victora Huga. Ve čtrnácti letech objevil verše Charlese Baudelaira a Théodora de Banville a to mu dalo impulz k vlastní tvorbě. Začal psát první básně, také se naučil kouřit a pít alkohol. Po maturitě v roce 1862 strávil prázdniny na severu Francie u sestřenice Élisy, ta se mezitím provdala za majitele cukrovaru. V roce 1864 nastoupil do zaměstnání jako úředník na městské radnici. Vedl společenský život, rád sedával v kavárnách a popíjel absint. Spřátelil se se skupinou parnasistických básníků a dalšími osobnostmi kolem salonů Ricardových a Niny de Callias. V Ricardově časopise L’Art byly zveřejněny jeho první básně, studie o Baudelairovi a jiné příspěvky. V roce 1866 byla u nakladatele A. Lemerra vydána Verlainova první kniha Saturnské básně (Poèmes saturniens), aniž by vzbudila větší pozornost. Finanční prostředky poskytla sestřenice Élise, ta však v následujícím roce zemřela. V roce 1869 vyšla u téhož nakladatele Verlainova druhá kniha Galantní slavnosti (Fêtes galantes).

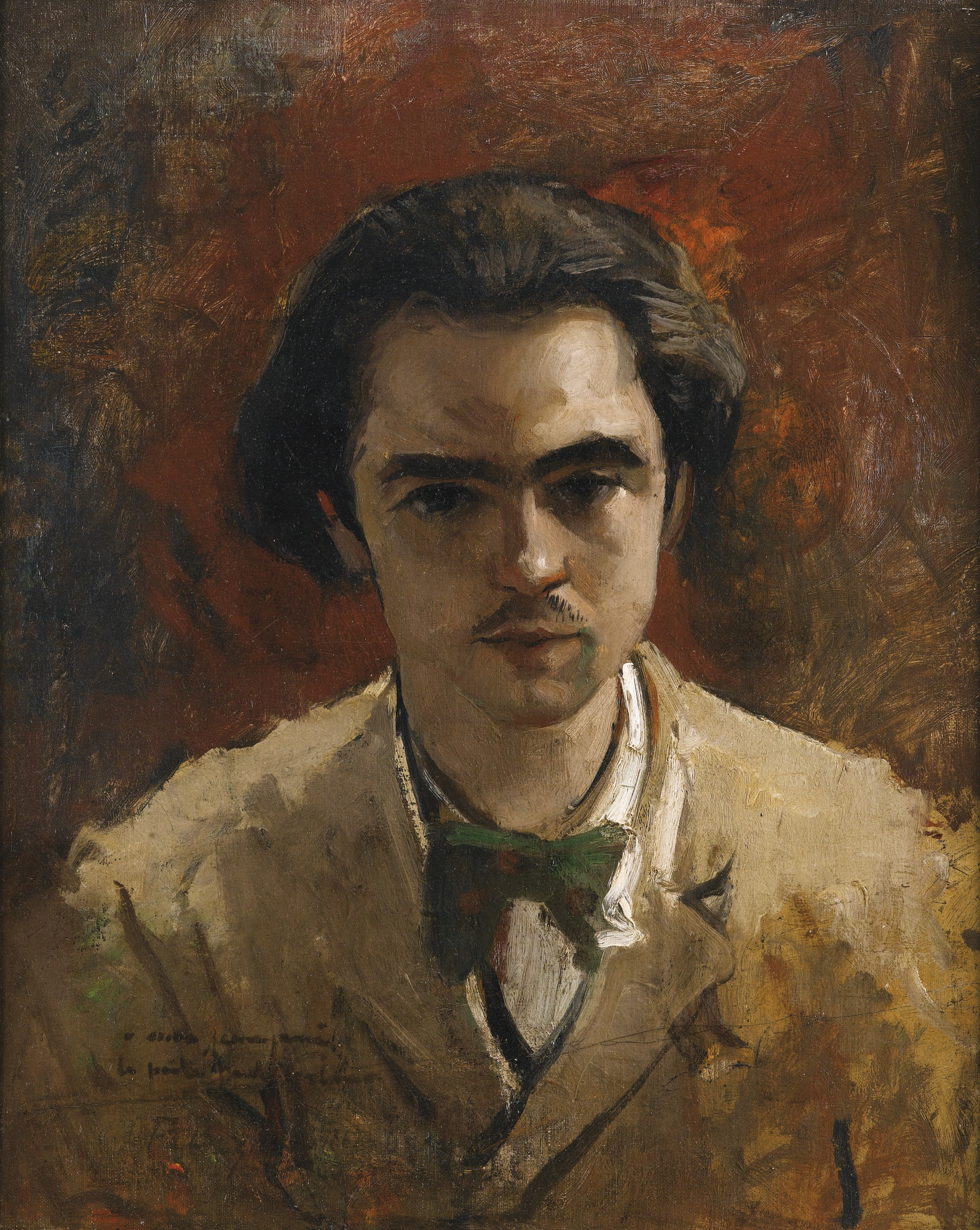
Portrét Paula Verlaina z roku 1867 od Frédérica Bazilleho

V roce 1870 se po dvouleté známosti oženil s Mathildou Mautéovou, o rok později se jim narodil syn Georges. Verlaine se snažil omezit pití a manželství bylo zpočátku šťastné. V tomto období napsal básně pro svou ženu, byly vydány ve sbírce Dobrá píseň (Bonne chanson) v roce 1870.
Během prusko-francouzské války se při obléhání Paříže zapojil do Národní gardy a pracoval v tiskovém středisku Ústředního výboru Pařížské Komuny.

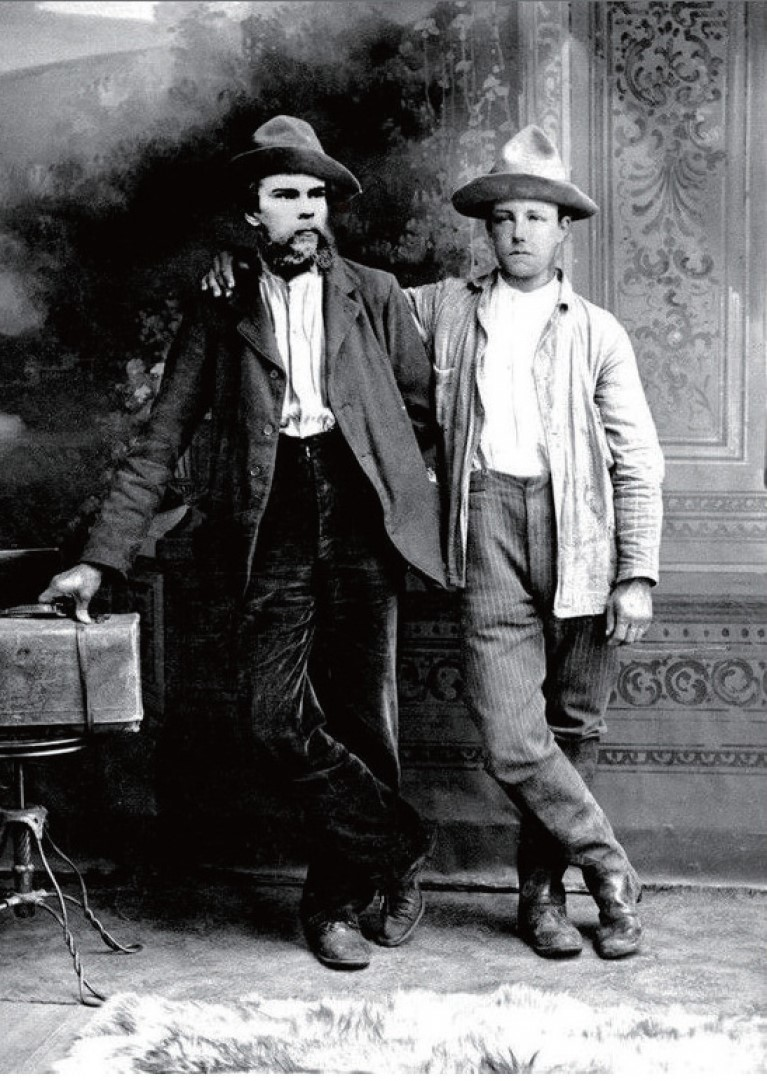
Verlaine a Rimbaud v Bruselu roku 1873 (fotomontáž)

### Setkání s Arthurem Rimbaudem (1871–1877)
Koncem léta roku 1871 dostal Verlaine dopis od neznámého mladíka Arthura Rimbauda. Básněmi, které k němu byly přiloženy, byl tak uchvácen, že ho pozval k sobě do Paříže. Vznikl mezi nimi vášnivý milostný vztah, který měl neblahý vliv nejen na Verlainovo manželství, ale celou jeho osobnost. Projevil se jeho sklon k alkoholismu, výbuchy vzteku v opilosti vedly k násilnému chování. Po dvou letech konfliktů, hádek i usmiřování nakonec Mathilde podala žádost o soudní rozluku.
V červenci 1872 Verlaine s Rimbaudem odjeli do Belgie a potom do Londýna. Žili z peněz od Verlainovy matky a z lekcí francouzštiny. Jejich vznětlivé povahy a bohémský způsob života vedly k řadě sporů a bouřlivých scén. V červenci 1873 se Verlaine rozhodl vztah s Rimbaudem ukončit a odjel do Bruselu. Ve stavu psychického vypětí přemýšlel o sebevraždě, koupil si revolver. Rimbaud přijel za ním do hotelu, aby se pokusil o usmíření. Dne 10. července 1873 ve vypjaté hádce ho Verlaine postřelil do levého zápěstí. Za to si odpykal dva roky ve vězení v Monsu, kde prodělal léčbu a přiklonil se k víře v Boha. Tam mu byl v roce 1874 doručen rozsudek o definitivním rozloučení manželství a svěření syna do péče matky.
Ve vězení pracoval Verlaine na rozsáhlé sbírce Vězeňsky (Cellulairement), později ji rozdělil na samostatné části Moudrost (Sagesse 1880), Kdysi a nedávno (Jadis at Naguère 1885) a Souběžně-Paralelně (Paralllèlement 1889). V březnu 1874 byla vydána ve Francii sbírka básní Romance beze slov, kterou psal v předchozích dvou letech.
Na základě dobrého chování byl z vězení předčasně propuštěn a znovu odcestoval do Anglie, kde působil na různých místech jako učitel francouzštiny, latiny, řečtiny a kreslení. S Rimbaudem se naposledy krátce setkal ve Stuttgartu. Verlaine tam převzal jeho básně a vydal je v roce 1886 pod názvem Iluminace (Illumintations).

### Druhá polovina života (1877–1896)
Na podzim 1877 se Verlaine vrátil do Francie a nastoupil jako učitel angličtiny ve škole v Rethelu, kde se sblížil se svým studentem Lucienem Létinoisem. Povaha jejich vztahu zůstává předmětem dohadů. Verlaine ho nazýval svým adoptivním synem. Žili spolu pět let na různých místech, pokoušeli se hospodařit na statku v Juniville, ale v dubnu 1883 Lucien nečekaně zemřel po krátké nemoci. Verlain na jeho památku napsal několik básní, zařazených později do sbírky Láska (Amour), vydané v březnu 1888.
Verlain se vrátil do Paříže a po marných pokusech získat nějaké zaměstnání se rozhodl žít jako spisovatel. Vrátil se ke starému způsobu života, dny trávil v kavárnách jako piják absintu, stýkal se s lidmi z literárních kruhů. Přispíval do různých časopisů krátkými prózami. Později byly vydány souborně ve svazcích Vdovcovy paměti (Les Mémoires d'un veuf 1886), Mé vězení (Mes prisons 1893) a další. Publikoval sérii článků o prokletých básnících (Rimbaud, Mallarmé, Corbière), které vyšly knižně v dubnu 1884 v nakladatelství L.Vaniera, se kterým uzavřel novou smlouvu. Počátkem roku 1885 byla vydána nová básnická sbírka Kdysi a nedávno. Postupně si získával obdiv mladé básnické generace jako předchůdce a mistr symbolismu a dekadence.

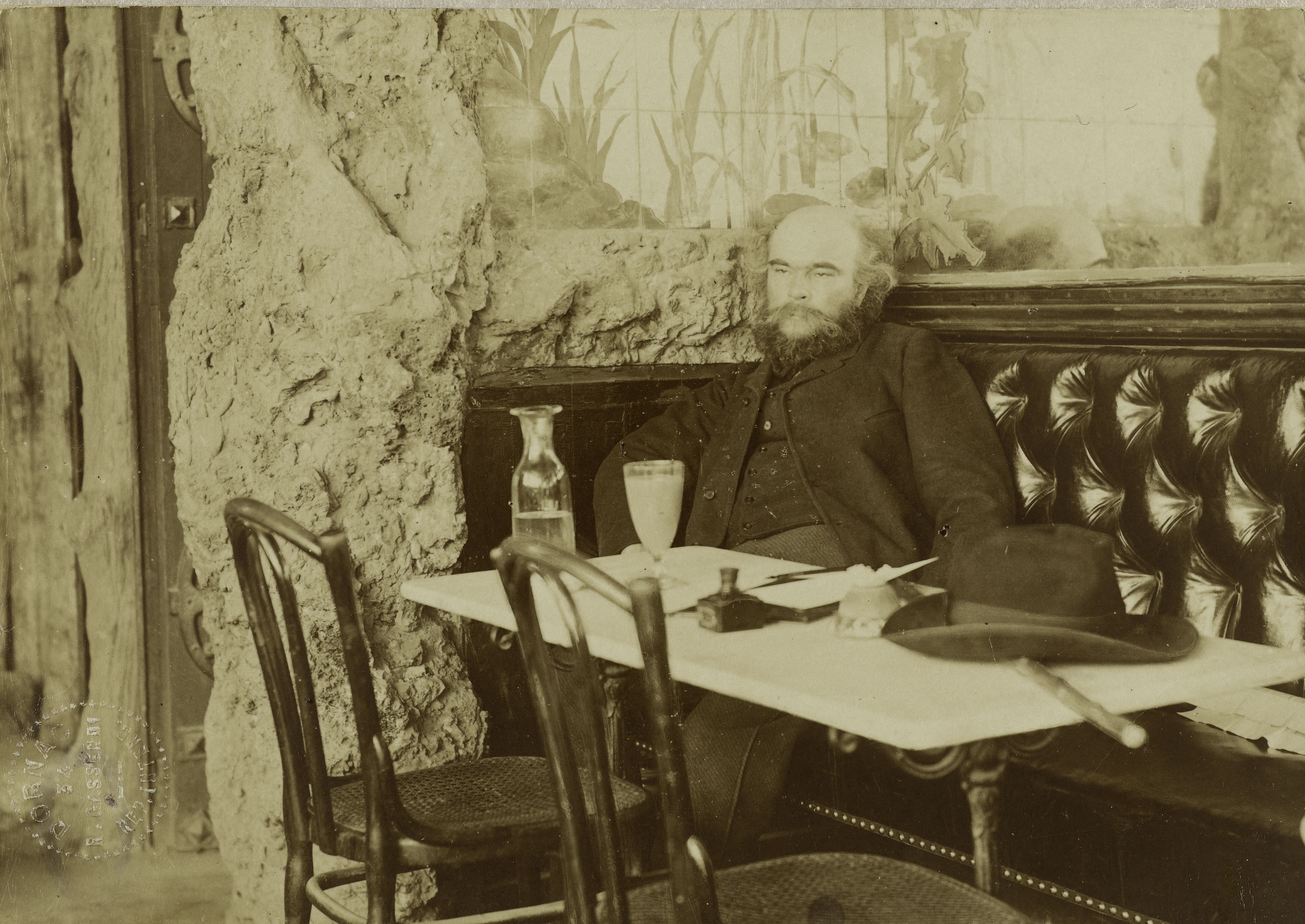
Paul Verlaine v kavárně, 1892

Určitou dobu žil se svou matkou v jejím domku v Coulommes v Ardennách. Jejich soužití bylo často narušováno spory a násilnostmi, kterých se Verlaine dopouštěl pod vlivem alkoholu. V březnu 1885 byl odsouzen za ublížení na těle vůči své matce. Po propuštění se přestěhoval do Paříže i s matkou, ta ale v lednu 1886 zemřela.
Kvůli zdravotním potížím (cukrovka, žaludeční vředy, syfilis) musel stále častěji pobývat v nemocnici, odkud redigoval vydávání svých próz Louisa Leclerqueová, Muži dneška (Les Hommes d'aujourd'hui ) nebo rozšířené vydání Prokletých básníků (Poètes maudits 1884).
V roce 1889 se sblížil s mladým malířem Frédericem-Augustem Cazalsem, který ho často portrétoval. Verlaine ho učinil svým dědicem.

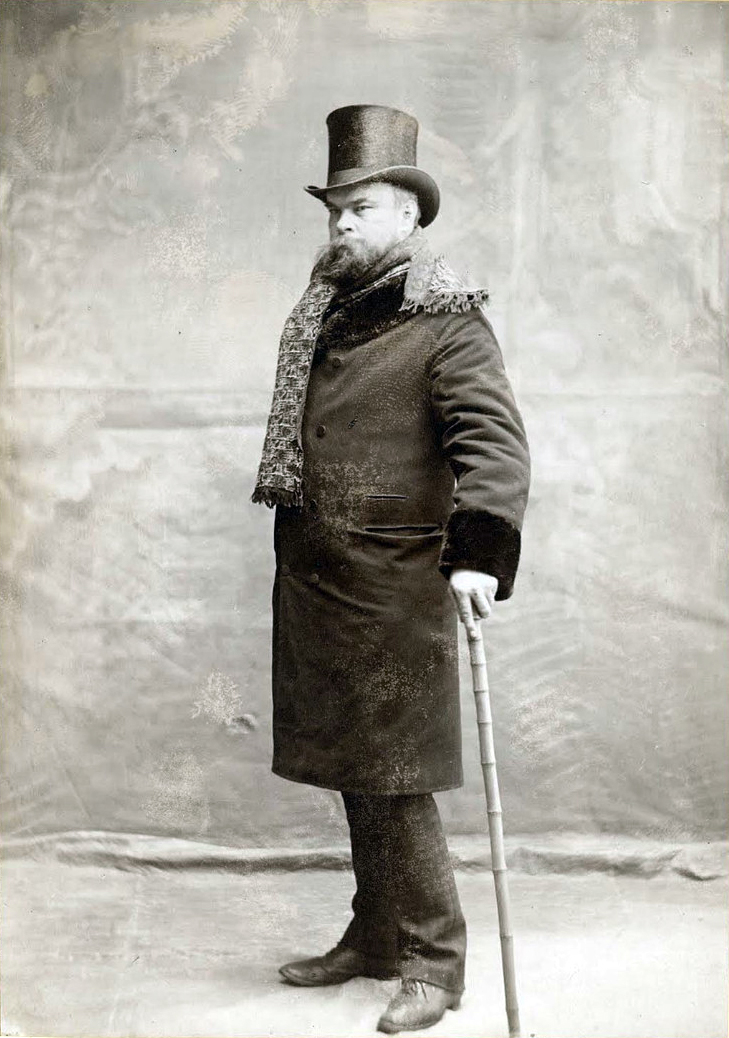
Paul Verlaine, portrét z roku 1893

V devadesátých letech byla na trh uvedena řada Verlainových prací buď jako reedice starších sbírek, nebo z nové tvorby básnické (Ženy, Štěstí, Píseň pro ni, Intimní liturgie, V limbech) i prozaické (vzpomínková kniha Mé nemocnice, Čtrnáct dní v Holandsku). Řadu vzpomínkových prací uzavřel knihou Zpovědi (Confessions ), vydanou v roce 1895. Přesto žil v chudobě a stále více byl závislý na podpoře přátel. Udržoval střídavě vztah se dvěma ženami, Philomènou Boudinovou a Eugénií Krantzovou. V roce 1893 absolvoval Verlaine dvě přednášková turné v Belgii a Anglii.
18. července 1894 zemřel Leconte de Lisle. Verlaine chtěl kandidovat na uvolněné 14. křeslo Francouzské akademie, ale byl od tohoto úmyslu odrazován a na kandidaturu nakonec rezignoval. Smrtí de Lisleovou se ale rovněž uvolnil titul Kníže básníků (Prince des poètes). V srpnu roku 1894 byla vyhlášena anketa na udělení tohoto titulu, kterou organizoval Georges Docquois. Bylo osloveno na čtyři sta literátů ve věku 18–25 let. Odpověď zaslalo 189 z nich. Nejvíce (70 hlasů) získal Verlaine, následovali: José-María de Heredia (38 hlasů), Sully Prudhomme (36 hlasů), Stéphane Mallarmé (36 hlasů) a François Coppée (12 hlasů).
Koncem roku 1895 se Verlainův zdravotní stav prudce zhoršil a 8. ledna 1896 zemřel ve věku 51 let. Manifestačního pohřbu se zúčastnila celá umělecká Paříž. Pochován byl na hřbitově v Batignolles.

## Dílo

### Poezie
Ve svých sbírkách zachycuje citové a náladové odstíny okamžiku, který je spojen s obrazy a představami. V jeho poezii se pocity vyvozují z dojmů a doteků (lidí, předmětů, přírody). V jeho verších je zajímavým způsobem zdůrazněn rytmus a melodie, dosahuje toho tím, že klasický verš nahradil veršem o lichém počtu slabik a rým asonancí. Tento druh poezie inspiroval mnoho hudebních skladatelů.
Většinu básní napsal před rokem 1880, mezi dvacátým druhým a třicátým pátým rokem svého života. Byly součástí i později publikovaných sbírek. Za vrcholné období Verlainovy tvorby se pokládá život před uvězněním. Poezie z druhé poloviny života je poznamenána patosem, náboženským rozjímáním a úvahami nad vlastním osudem, snahou ospravedlnit své jednání. Jeho básně se postupně měnily do prózy ve verších.
- Saturnské básně (1866) (Les Poemes saturniens) - 25 básní s prvky impresionismu, intimní a přírodní poezie s melancholickým nádechem a motivem smrti
- Galantní slavnosti (1869) (Fete galantes) - 22 básní inspirovaných obrazy rokokového malíře Wateaua
- Dobrá píseň (1870) (La Bonne chanson) – v této sbírce v jednadvaceti básních oslavuje prostý a klidný život se svou ženou Mathildou Mauteovou (psáno před setkáním s Rimbaudem)
- Romance beze slov (1874) (Romances sans paroles) – užívá ve svých textech melodičnost, zvukomalbu, vyjádření citů, nálad, volně spojené obrazy, podobně jako to dělali impresionističtí malíři. Psáno v době soužití s Rimbaudem. Je zde mnoho paralel s jejich životy. Sbírka zahrnuje 20 básní intimní lyriky a patří k vrcholům jeho tvorby.
- Moudrost (1880) (Sagesse) - nejobsáhlejší sbírka 47 básní psaných ve vězení, zamyšlení nad dosavadním životem a příklon k víře v Boha
- Kdysi a nedávno (1884) (Jadis et Naguere) - obsahuje slavnou báseň Poetické umění (L′Art poetique), ve které vyjádřil hlavní zásady nutné pro moderní poezii. Další verše z této sbírky ho zařadily mezi zakladatele francouzské dekadentní poezie (báseň Otupělost, Langueur).
- Láska (1888) (Amour) - kromě básní věnovaných příteli Lucienovi je hlavním námětem víra a láska k Bohu a Panně Marii
- Paralelně (1889) (Parallélement) - básně s různými náměty (erotické a naopak úvahy o smyslu života z pobytu ve vězení)
- Věnování (1890) (Dédicaces) - 41 básní věnovaných známým umělcům a přátelům bylo v dalším vydání (1894) rozšířeno o dalších 68 básní
- Štěstí (1891) (Bonheur) - básně s náboženskou tematikou, vydáno v luxusním provedení v počtu 55 výtisků [10]
- Písně pro ni (1891) (Chansons pour Elle) - 25 básní s erotickým zabarvením inspirovaných vztahem k dvěma přítelkyním (Philomène Boudin a Eugénie Krantz)
- Intimní liturgie (1892) (Liturgies intimes) - zamyšlení nad životem, meditace o víře

Verlain publikoval jako soukromý tisk 3 sbírky erotické poezie
- Přítelkyně, scény lesbické lásky (1867) (Les Amies, scènes d'amour sapphique) - publikovaná pod pseudonymem Pablo de Herlagnez obsahuje 6 sonetů o ženské homosexualitě
- Ženy (1890) (Femmes) -
- Muži (1903) (Hombres) - psáno během pobytu v nemocnici roku 1891 - o mužské homosexualitě

### Próza (výběr)

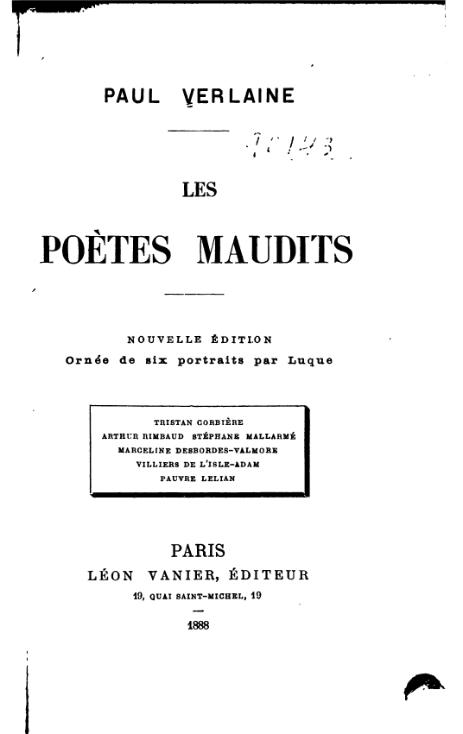
Prokletí básníci - vydání z roku 1888

- Prokletí básníci (1884) (Les Poètes maudits) – v tomto eseji bylo poprvé použito tohoto označení, tento esej velmi ovlivnil symbolismus. Obsahuje úvahy o tvorbě Tristana Corbièra, Arthura Rimbauda, Stéphana Mallarmé, Marceline Desbordes-Valmorové, Villierse de L’Isle–Adam a Pauvre Leliana (anagram jména Paul Verlaine, jehož autorem je Rimbaud)

Vzpomínkové prózy autobiografického charakteru:
- Moje nemocnice (1891) (Mes hôpitaux)
- Moje vězení (1893) (Mes prisons)
- Vyznání - Zpovědi (1895) (Confessions)
- Čtrnáct dní v Holandsku (1893) (Quinze jours en Hollande)